# Tháp nước ở Kościan

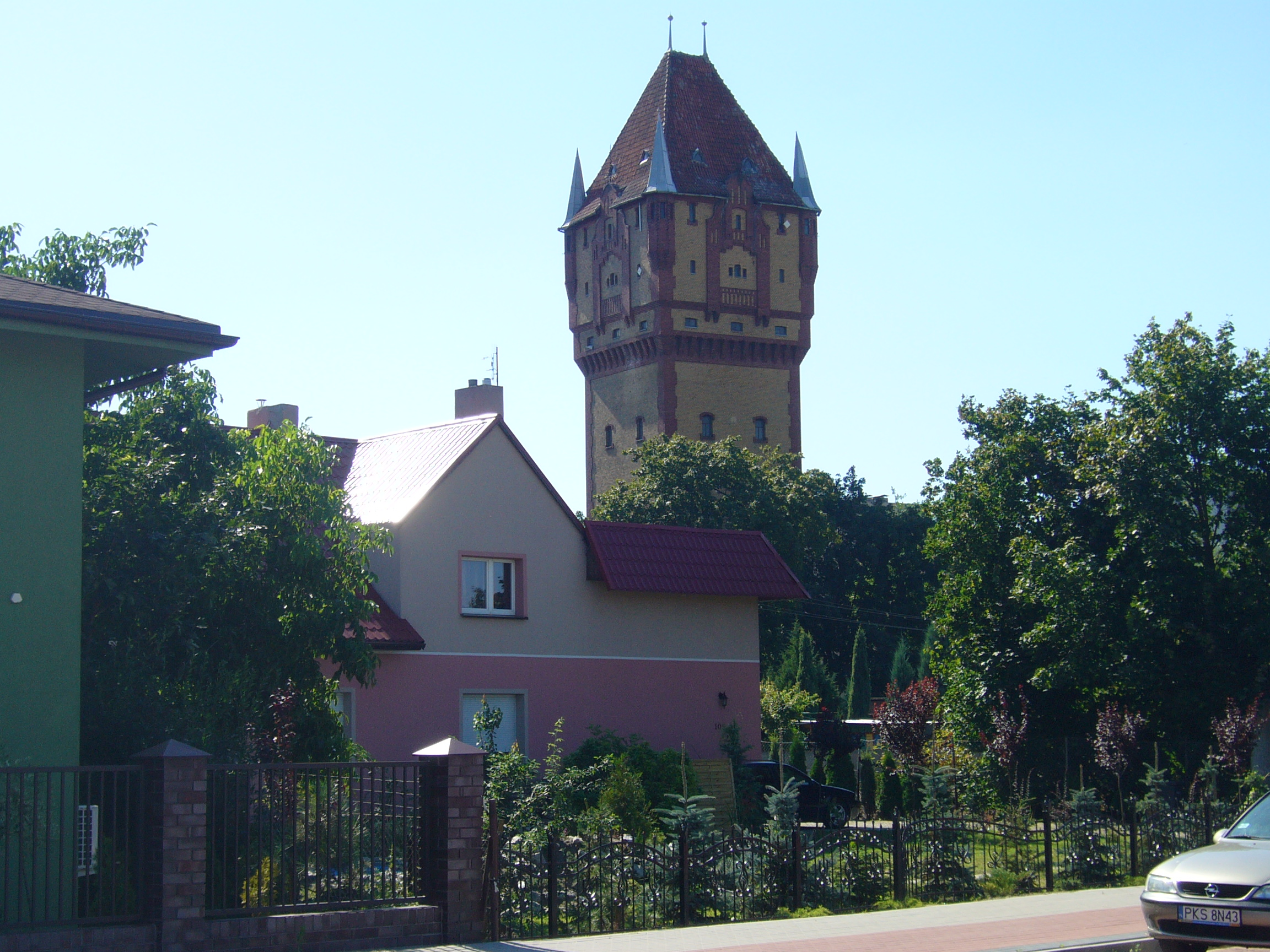
Tháp nước Kościan

Tháp nước ở Kościan nằm ở đường Czempińska, thành phố Kościan, tỉnh Wielkopolskie, Ba Lan. Đây là một công trình khá độc đáo vì ở các bức tường của tháp được gắn các gờ bám cho việc leo trèo và đồng thời có một đài quan sát thiên văn được đặt ở đây, ngoài ra mái nhà của tháp là một kiểu mái xoay độc đáo, khác với các mái vòm thường gặp.

## Lịch sử
Tháp nước ở Kościan được xây dựng và đi vào hoạt động này 18 tháng 11 năm 1908. Tháp nước là một giải pháp cấp nước cho thành phố khi các hệ thống cũ đã không đáp ứng được nhu cầu. Trước đó, nhà máy nước ở Kościan đã làm nhiệm vụ cấp nước cho thành phố, nước được dẫn đến và trữ ở các thùng gỗ, mà người dân đến đó để lấy, tuy nhiên nhu cầu này là không đủ, sau đó họ đã tiến hành đào 10 cái giếng trong thành phố, nhưng mức nước cạn dần, do đó người dân đã phải ra lấy nước ở sông Obra, dẫn đến dịch bệnh tràn lan vào năm 1896. Do đó, họ tìm kiếm một giải pháp giải quyết một cách toàn diện và triệt để, từ đó ý tưởng xây dựng tháp nước ở Kościan đã được triển khai. Trong năm 1945, mái nhà, bể nước và bức tường của tòa tháp đã bị hư hại nặng nề bởi ảnh hưởng của chiến tranh. Mặc dù đã được cải tạo nhưng tháp nước chỉ hoạt động đến năm 1990 vì mức độ xuống cấp của nó ngày càng trầm trọng.

## Kiến trúc
Tháp nước có chiều cao 40 mét và được xây dựng trên một mặt bằng hình vuông với chiều dài cạnh là 8,76 mét. Bồn chứa nước làm bằng thép, có dung tích 250 m³, đặt ở độ cao 25 mét. Vào ngày 7 tháng 7 năm 2005, tòa nhà đã được đưa vào sổ đăng ký di tích (cùng với tòa nhà trạm bơm và trạm lọc và nhà cấp nước Kościan). Năm 2011 - 2013, tòa tháp được cải tọa lại một cách toàn diện, theo đó một đài quan sát thiên văn được đặt vào phía trên của tháp, các bức tường được gắn các gờ để trèo tường, đồng thời phía trong còn có các phòng cho hội nghị.